# Sæby Provsti
Sæby Provsti var et provsti i Aalborg Stift indtil Provstireformen i 2007.  Provstiet lå i Dronninglund Kommune, Hals Kommune og Sæby Kommune.
Sæby Provsti bestod af flg. sogne:
- Agersted Sogn
- Albæk Sogn
- Aså-Melholt  Sogn
- Dorf Kirkedistrikt
- Dronninglund Sogn
- Gåser Kirkedistrikt
- Hals Sogn
- Hellevad Sogn
- Hjallerup Sogn
- Hou Kirkedistrikt
- Hørby Sogn
- Karup Sogn
- Lyngsaa Kirkedistrikt
- Melholt Kirkedistrikt
- Skæve Sogn
- Sæby Sogn
- Torslev Sogn
- Ulsted Sogn
- Understed Sogn
- Vester Hassing Sogn
- Voer Sogn
- Volstrup Sogn
- Ørum Sogn
- Øster Hassing Sogn
- Østervrå Kirkedistrikt